# ¡Scooby Doo! Regreso a la Isla de los Zombis
¡Scooby Doo! Regreso a la Isla de los Zombis es una película de misterio de comedia sobrenatural animada directa a vídeo estadounidense producida por Warner Bros. Animation y distribuida por Warner Bros. Home Entertainment. Es la película número treinta y tres en la serie directa a vídeo de películas de Scooby-Doo y una secuela directa de la película animada directa a vídeo de 1998 Scooby-Doo en la isla de los zombis, la primera película en la franquicia de vídeo directo de Scooby-Doo. La película se estrenó en la Comic-Con de San Diego el 21 de julio de 2019, seguida de un lanzamiento digital el 3 de septiembre de 2019 y un lanzamiento en DVD el 1 de octubre de 2019.

## Argumento
La pandilla atrae a un hombre lobo a una trampa y atrapa al culpable: el joven Withers. Poco después de limpiar la Máquina del Misterio, la pandilla captura a más monstruos, entre ellos el Fantasma de Nieve, el Sigiloso y el Espeluznante Chiflado Espacial, que son toda la familia Withers. Pero, mientras la pandilla se felicita, la Máquina Misteriosa retrocede, lo que lleva a Fred a emprender una persecución antes de descubrir que sólo era un sueño. Resulta que Fred vendió la Máquina del Misterio, y están retirados de la resolución de misterios, gracias al Sheriff del incidente del 13º Fantasma. Fred decide salir de su retiro después de ver un reportaje en las noticias, aunque Shaggy y Scooby se niegan, diciendo que se han dado por aludidos en todos sus misterios. Ambos hacen prometer a Fred, Daphne y Velma que nunca volverán a resolver otro misterio. La pandilla decide tomarse unas vacaciones y pronto ven un programa de televisión en el que aparece Elvira, que anuncia que Shaggy Rogers es el ganador de unas vacaciones tropicales, para confusión de la pandilla y deleite de Shaggy y Scooby.
De camino a la isla en ferry, Fred, Daphne y Velma intentan cumplir su promesa mientras Shaggy y Scooby se relajan. Después de llegar, dos saludadores asustados le dicen a la pandilla "Fuera" pero son humorísticamente ignorados por la pandilla mientras van en una camioneta al resort, con los dos saludadores diciendo "Turistas..." en tono molesto. En el camino, una figura con garras acuchilla una palmera y bloquea la carretera, obligando a la pandilla a ir a pie mientras el conductor de la furgoneta se queda para repararla. Al llegar a Moonstar Island Resort, les recuerda a Moonscar Island, donde resolvieron un misterio relacionado con los zombis y las Criaturas Felinas. Dentro del complejo, conocen al director del hotel, Alan, y al personal del hotel, compuesto por Mona, Linda, Jack y Bugbite Stubbs, que se parecen a las personas que la pandilla encontró anteriormente en Moonscar. Mientras disfrutan del alojamiento, unos cuantos zombis sorprenden a Scooby y Shaggy, que salen corriendo y se esconden en un armario, que al final conduce a una caverna, llena de estatuas de gatos y monumentos.
Pronto, Shaggy y Scooby regresan al hotel y atrancan la puerta, mientras un grupo de zombis se acerca al hotel. Shaggy y Scooby dan su visto bueno a los demás para que vuelvan a resolver misterios y la pandilla tiende una trampa a los zombis. Pero la figura con garras, un hombre-gato negro, derriba un candelabro y prende fuego a una cortina, lo que hace que el sistema de rociadores apague el fuego y derrita las caras de los zombis para revelar que eran el personal del hotel disfrazado. La pandilla descubre que en realidad están en la isla Moonscar, que sirve también como lugar de rodaje. Alan confiesa a la pandilla que es un director de cine conocido como Alan Smithee, que quería hacer una película de miedo después de echar un vistazo al blog de misterios sin resolver de Velma. También revela que patrocinó las vacaciones para que Shaggy ganara, pero afirma que no tenía conocimiento del gato brujo negro. A pesar de todo lo ocurrido, la pandilla se ofrece a ayudar a Alan a terminar la película. Mientras continúa el rodaje, la pandilla conoce a Seaver, un doble de Fred, que tiene una versión de camión monstruo de la Máquina del Misterio. Al ponerse el sol, Velma se adentra en el bosque con gafas de visión nocturna, pero huye cuando ve un grupo de ojos de gato.
Después de que Velma diga a los demás que corran para salvar sus vidas, ven a un gatito beige de aspecto inofensivo que sale de los arbustos, asustando a Scooby. Justo cuando Shaggy asegura a Scooby que no hay nada de qué preocuparse, el gatito (completamente crecido en un instante) se vuelve salvaje y ruge como un tigre, asustando a Shaggy mientras más gatos atacan. Después de que el equipo de la película (excepto Alan y Seaver) se esconda, aparecen tres hombres-gato. Mientras la pandilla y Seaver corren hacia el ferry, Alan lo quema locamente. Fred, actuando por impulso, rescata la Máquina Misteriosa de ser quemada con el Ferry. Fred les dice a los demás que suban, pero una de las criaturas felinas intenta apoderarse del medallón de Smithee, que es el colgante de Simone. La pandilla salva a Alan y el colgante y los gatos y criaturas felinas los persiguen de vuelta al complejo. Después de una salvaje persecución, la pandilla se esconde en el armario en el que se escondieron Shaggy y Scooby, lo que les lleva a la caverna donde los hombres-gato intentaron drenar la fuerza vital de la pandilla. Se dan cuenta de que hay muchos agujeros en la cueva, lo que le da una idea a Velma. Las tres criaturas felinas entran en la caverna, encuentran el medallón y lo colocan en el pedestal a la luz de la luna de la cosecha. La luz se refleja en un punto específico del suelo donde las criaturas felinas cavan hasta que encuentran un cofre que parece estar lleno de monedas de oro, aunque su contenido resulta ser aperitivos Scooby cubiertos de papel de oro. Los gatos son atacados por la banda, disfrazados de zombis, lo que provoca que se asusten y se escondan en uno de los agujeros de la cueva. La pandilla desenmascara a las criaturas, revelando que son los recibidores y el capitán del ferry. El trío pretendía encontrar el tesoro de Moonscar, utilizando silbatos de gato para controlar a los gatos de la isla y disuadir a cualquiera que se acercara demasiado. El cuarto werecat (el que atacó la furgoneta e intentó prender fuego a la mansión) sigue en libertad. Después de que la policía se lleve a los culpables, Alan se desespera porque su película no tiene un final.
Pronto, los gatos, ahora dóciles, entran en la cueva y excavan un lugar en el suelo con la ayuda de Scooby, revelando otro cofre del tesoro. Alan lo abre y ve oro de verdad dentro, y declara que ha terminado con el negocio del cine y que se retira con todo el oro. La pandilla declara que seguirán resolviendo misterios. Aunque el sheriff llega y reprende a la pandilla por resolver misterios de nuevo, cede, permitiendo que Misterio a la Orden regrese. Shaggy y Scooby, junto con los seis gatos que desenterraron el tesoro de Moonscar, se comen los bocadillos de Scooby recubiertos de oro.
Elvira habla a los espectadores de la película Adolescentes zombis y la Isla de la Perdición, incluyendo un tráiler y tomas falsas.

## Reparto
| Actor                | Personaje                     |
| -------------------- | ----------------------------- |
| Frank Welker         | Scooby-Doo, Fred Jones        |
| Grey DeLisle         | Daphne Blake                  |
| Matthew Lillard      | Shaggy Rogers                 |
| Kate Micucci         | Vilma Dinkley                 |
| Janell Cox           | Persona Gato, Hermana Withers |
| David Herman         | Jack, Sheriff                 |
| John Michael Higgins | Alan Smithee                  |
| Dave B. Mitchell     | Conductor, Capitán del Ferry  |
| Cassandra Peterson   | Elvira                        |
| Roger Rose           | Persona Gato Líder, Narrador  |
| Travis Willingham    | Seaver                        |

## Doblaje
| Personaje      | Actor de voz Estados Unidos | Actor de doblaje · México | Actor de doblaje · España |
| -------------- | --------------------------- | ------------------------- | ------------------------- |
| Scooby-Doo     | Frank Welker                | Óscar Flores              | José Luis Siurana         |
| Shaggy Roggers | Matthew Lillard             | Miguel Ángel Ruiz         | Jorge Tejedor             |
| Daphne Blake   | Grey DeLisle                | Carla Castañeda           | Silvia Cabrera            |
| Fred Jones     | Frank Welker                | Irwin Daayán              | Carles Teruel             |
| Vilma Dinkley  | Kate Micucci                | Leyla Rangel              | Eva Andrés                |
| Alan Smithee   | John Michael Higgins        | Raúl Anaya                | Boris Sanz                |
| Seaver         | Travis Willingham           |                           | Guillermo Genovés         |
| Elvira         | Cassandra Peterson          | Rommy Mendoza             | Marta Aparicio            |
| Jack           | David Herman                |                           | Sergio Capelo             |
| Sheriff        | David Herman                | Dafnis Fernández          | José Luis Siurana         |
| Insertos       | N/D                         | Óscar Flores              |                           |